# 耨盌溫敦兀帶
耨盌溫敦兀帶（1121年—1167年），亦作吾帶、乌带、斡帶。金朝大臣。女真族。姓耨盌温敦（都），阿补斯水人。耨盌溫敦思忠的侄子。
天会年间，担任女真字学生，学问通达，观书史，工于作诗。选为尚书省令史，历任右司都事、行台右司郎中、左员外郎。天德四年（1152年），为贺宋正旦使，官至同知大兴尹、刑部尚书、兵部尚书、吏部尚书、定海军节度使。正隆六年（1161年），随完颜亮攻打南宋，为武定军都总管。同年完颜雍在辽阳即位为金世宗，耨盌溫敦兀帶改任咸平尹，为北边行军都统。改任会宁尹。任内，勤于备御，边郡安宁，后来改任北京留守。大定七年（1167年），拜参知政事。